# 賴朝國
賴朝國（1963年11月10日—）為中國國民黨黨員，臺灣政治人物，臺中市潭子區人，現為台中市議員。

## 學歷
- 新興國小
- 潭子國中
- 全德工家[2]

## 經歷
- 台中縣潭子鄉民代表會第十七屆代表
- 台中縣議會第十六屆議員
- 第一、二屆臺中市議會(直轄市)議員
- 台中縣潭子鄉慢速壘球委員會主任委員委
- 中國國民黨台中縣潭子鄉黨部主任委員

## 選舉紀錄
| 年度 | 選舉屆數                       | 選舉區                 | 所屬政黨   | 得票數 | 得票率 | 當選標記   | 備註 |
| ---- | ------------------------------ | ---------------------- | ---------- | ------ | ------ | ---------- | ---- |
| 2002 | 第十七屆臺中縣潭子鄉民代表選舉 | 臺中縣潭子鄉第四選舉區 | 中國國民黨 | 1,424  |        |            |      |
| 2005 | 第十六屆臺中縣議員選舉         | 臺中縣第二選舉區       | 中國國民黨 | 6,282  | 6.02%  |            |      |
| 2010 | 第一屆臺中市議員選舉           | 臺中市第五選舉區       | 中國國民黨 | 15,169 | 11.30% |            |      |
| 2014 | 第二屆臺中市議員選舉           | 臺中市第五選舉區       | 中國國民黨 | 17,881 | 12.70% |            |      |
| 2018 | 第三屆臺中市議員選舉           | 臺中市第五選舉區       | 中國國民黨 | 20,785 | 14.92% | 選區最高票 |      |
| 2022 | 第四屆臺中市議員選舉           | 臺中市第五選舉區       | 中國國民黨 | 17,264 | 13.67% |            |      |

## 資料來源
1. ↑  .   [2011-10-07]. （原始内容存档于2014-11-06）.
2. ↑  .   [2011-10-07]. （原始内容存档于2009-04-10）.

## 外部連結
- 臺中市政府 （页面存档备份，存于）
- 臺中市議會
- 賴朝國服務處部落格網站[永久]
- 賴朝國質詢